# Haveli de Nau Nihal Singh

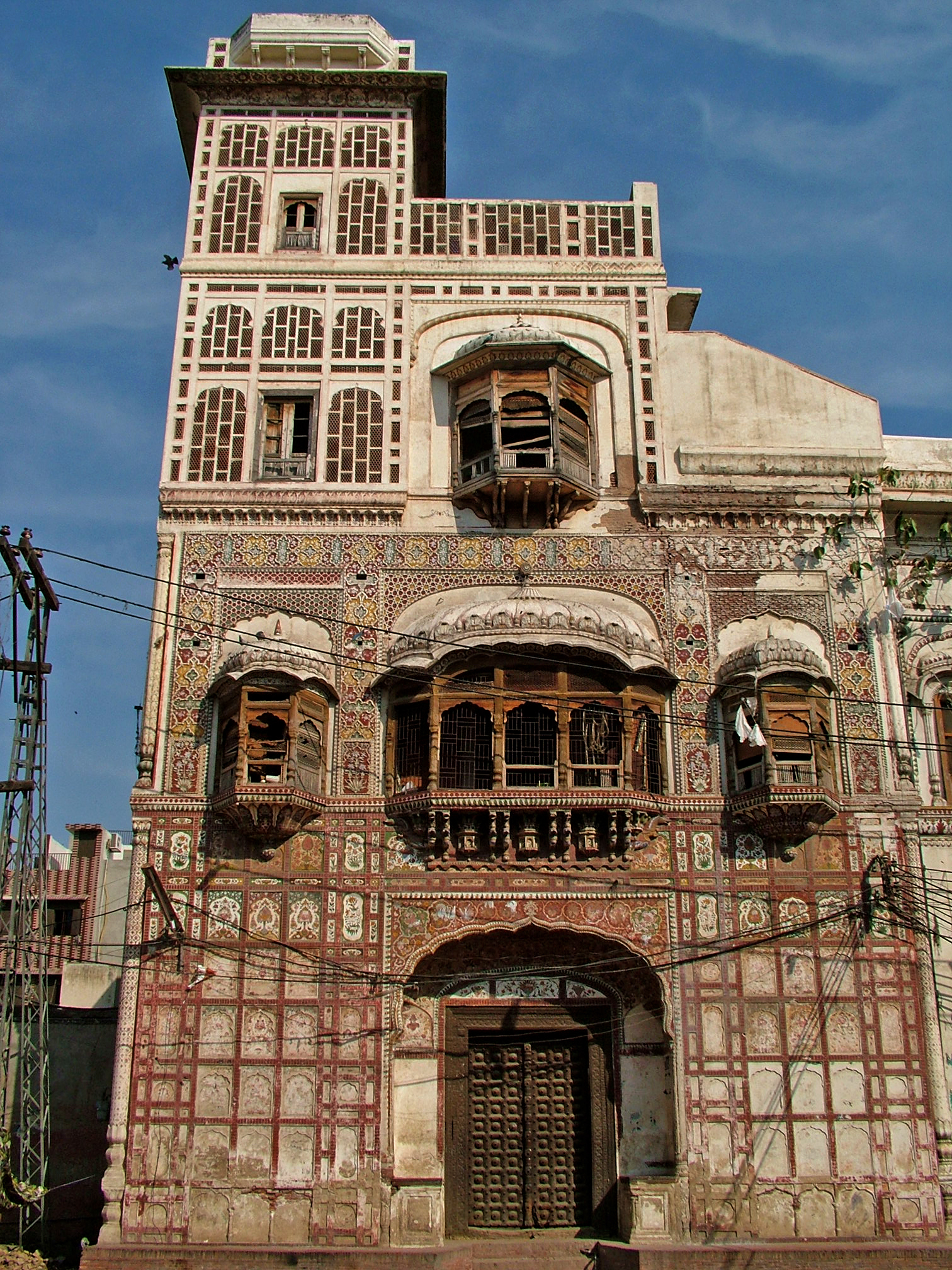
A fachada noroeste do haveli

O haveli de Nau Nihal Singh (em urdu/em panjabi:  نو نہال سنگھ حویلی) é uma mansão haveli localizada em Lahore, Paquistão. Datado da era sique de meados do século XIX, o haveli é considerado um dos melhores exemplos da arquitetura sique na cidade, e o único da era que preserva sua ornamentação e arquitetura originais.

## História
O haveli foi construído por volta de 1830 ou 1840 para Nau Nihal Singh, por seu avô e fundador do império Sique, o marajá Ranjit Singh. A mansão foi projetada para ser uma residência pessoal para Nau Nihal Singh. O haveli tem sido usado, desde a era colonial britânica, para abrigar o Colégio Victoria Girls.

## Arquitetura
A base do haveli é retangular, com sua entrada situada no lado oeste. A fachada é dividida em duas seções, com a parte que abriga a entrada profusamente decorada com afrescos pintados no estilo vívido kangra, e a outra perfurada por inúmeras janelas.
Uma grande varanda jharoka com alvenaria esculpida e uma pequena cúpula bulbosa está acima da entrada do haveli, que agia como uma Jharoka-e-Darshan, do qual os marajás podiam ver seus súditos reunidos abaixo. A jharoka apresenta cinco pequenos arcos e é uma imagem embelezada de humanos alados, papagaios e peixes vistos de frente, esculpidos em um estilo que exibe influências do leste asiático. Os humanos alados se assemelham às descrições islâmicas dos anjos, mas também refletem influências da mítica garuda hindu. A base da cúpula é decorada com uma figura semelhante a uma serpente que ecoa o deus hindu Naga. A Jharoka-e-Darshan é ladeada por duas menores. Cada um das jharokas do haveli é decorado com um pedestal floral.
O edifício tem quatro andares e um nível no porão. O quarto nível é composto por uma pequena sala conhecida como Rang Mahal ("Palácio das cores"), ou, alternativamente, como Sheesh Mahal ("Palácio dos espelhos"), com telas grandes que formam um espaço para captar a brisa. Os demais andares foram construídos com tetos altos, para exagerar a altura da estrutura, a fim de dar a aparência de uma cidadela, em vez de uma residência particular.
Os tetos dos havelis são feitos de madeira decorada com vidro e espelho, além de temas solares na parte central do telhado. As paredes são decoradas com arcos falsos, cada um contendo uma pequena pintura de 18x18 polegadas, com azuis, dourados, vermelhos e laranjas dominando a paleta de cores do haveli. O interior também é decorado com madeira esculpida, alvenaria e afrescos florais.
O haveli possui um grande pátio interno de dois andares que também foi profusamente decorado - cujo nível inferior foi caiado de branco. Em frente da mansão há uma pequena praça conhecida como Maydan ka Bhaiyan que já foi usada como jardim do haveli.

## Geleria

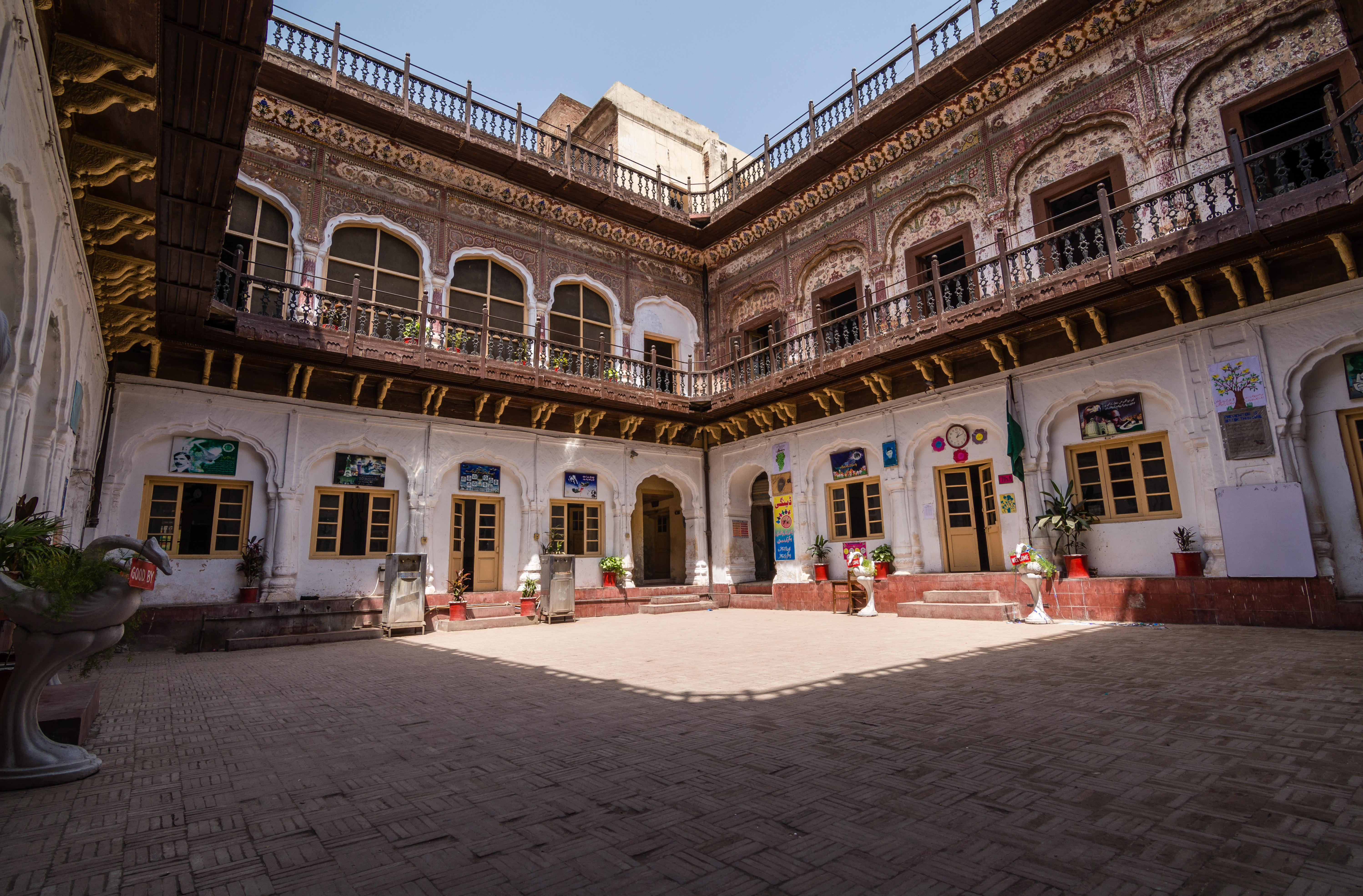
O pátio interno do haveli.
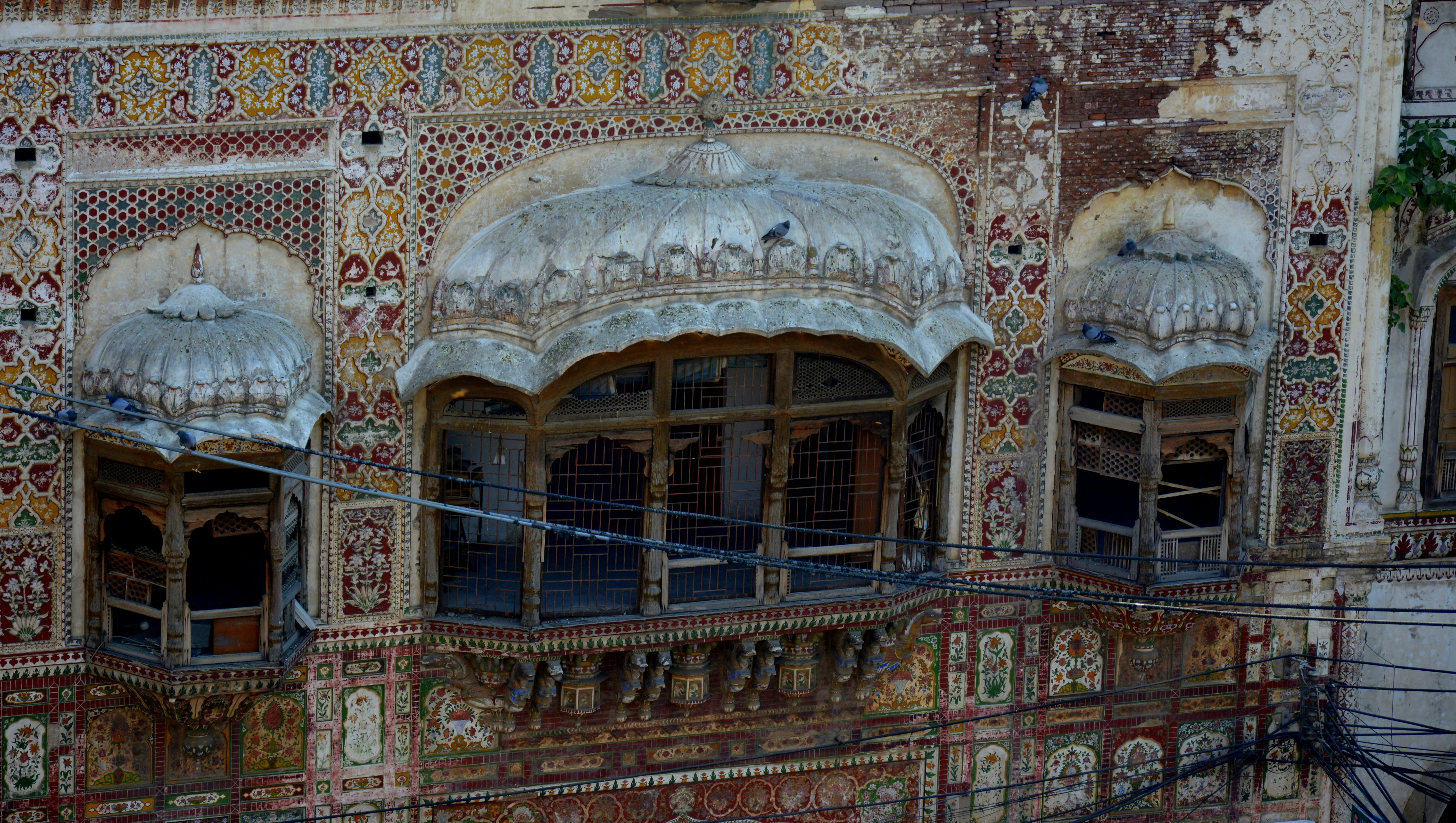
Jharoka-e-darshan.
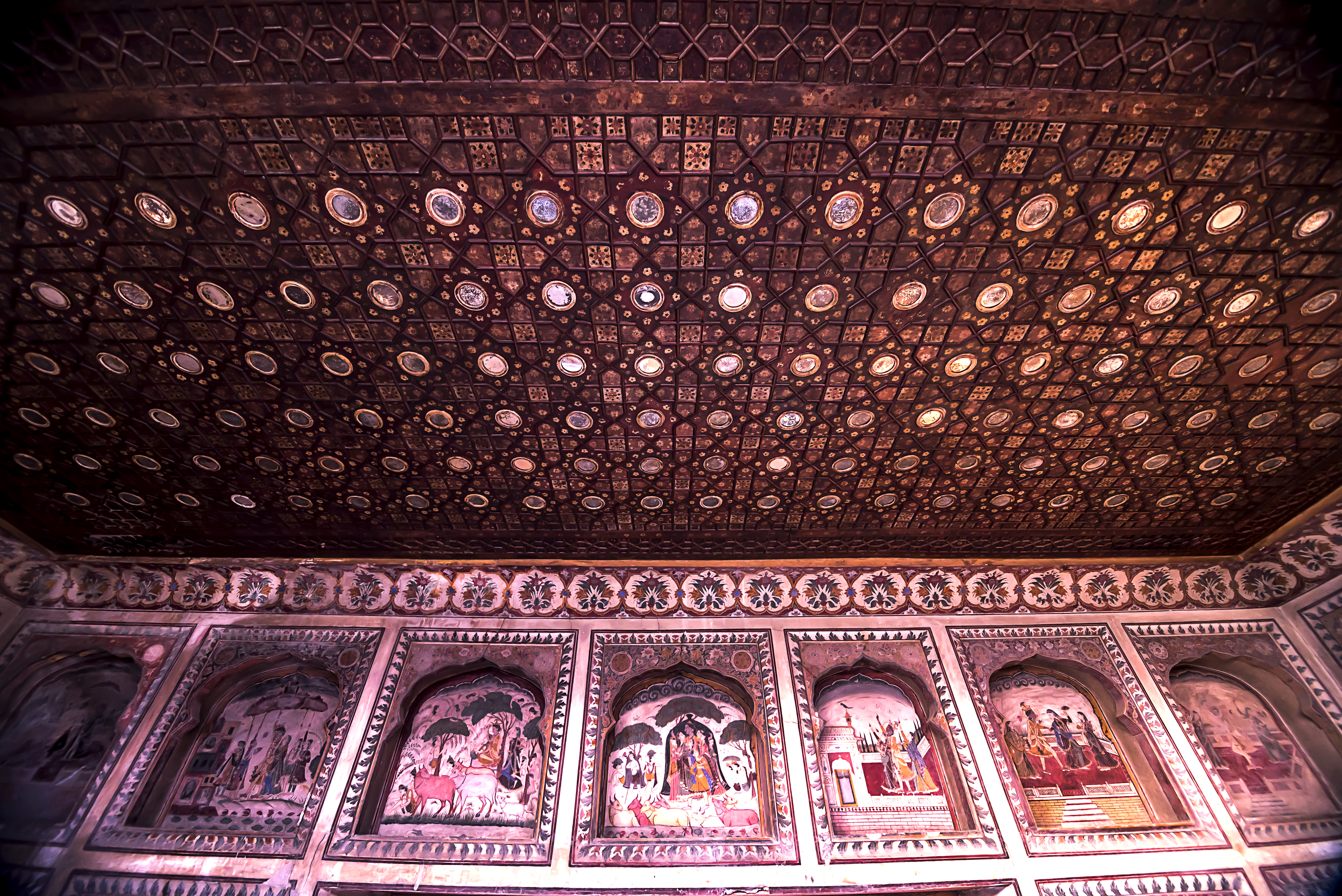
O teto do haveli é feito de madeira entalhada e embutida.
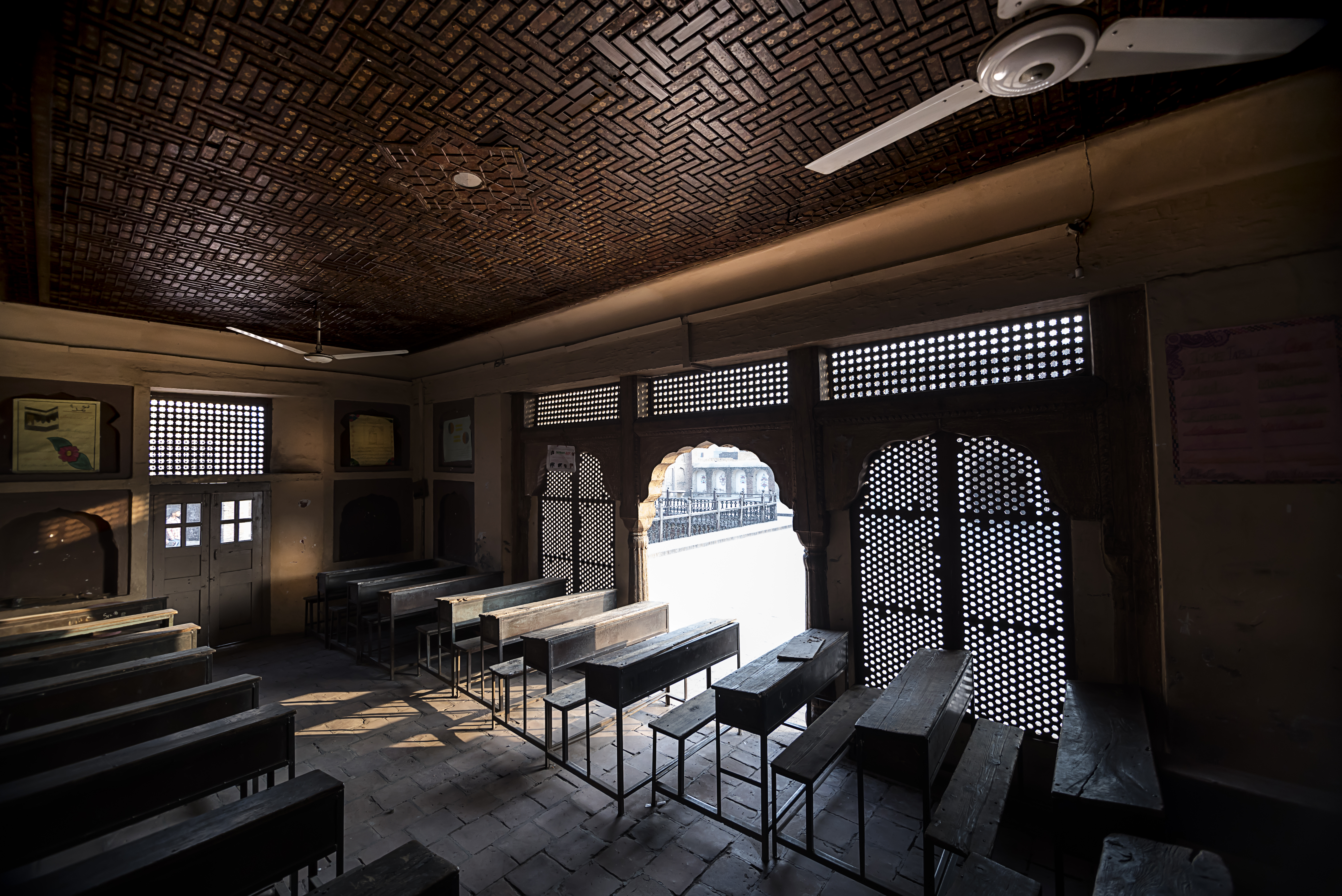
Os quartos do haveli são usados como salas de aula.
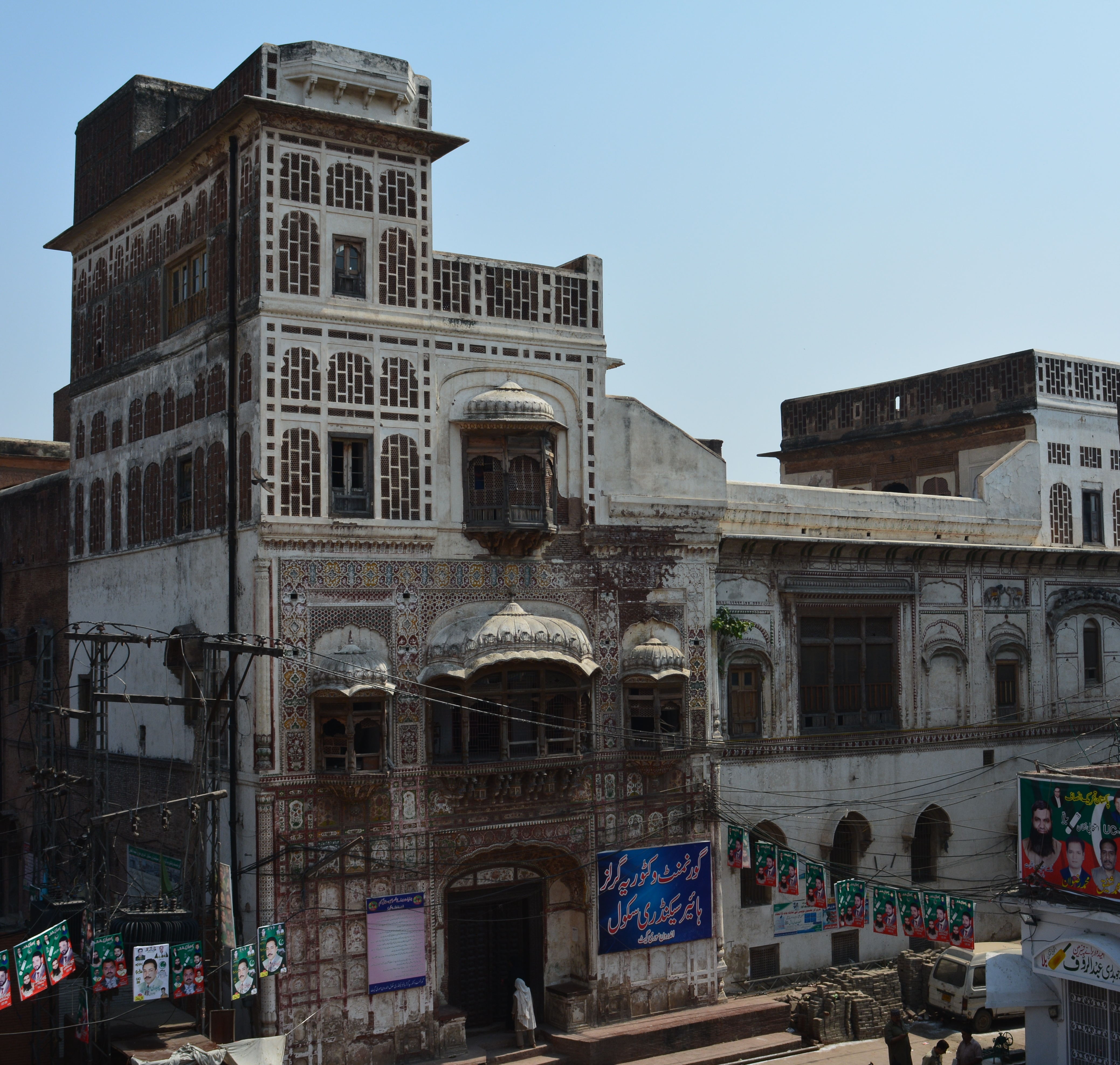
Vista da fachada ocidental.